# Fissidens patulifolius
Fissidens patulifolius är en bladmossart som beskrevs av Hugh Neville Dixon 1941. Fissidens patulifolius ingår i släktet fickmossor, och familjen Fissidentaceae. Inga underarter finns listade i Catalogue of Life.